# Tadeusz Baird
Pour les articles homonymes, voir Baird.
Tadeusz Baird est un compositeur polonais, né le 26 juillet 1928 à Grodzisk Mazowiecki et mort le 2 septembre 1981 à Varsovie.

## Biographie
Il étudie la composition avec Bolesław Szabelski et Kazimierz Rytel pendant la Seconde Guerre mondiale, avant de rejoindre le Conservatoire de Varsovie. En 1949, il fonde le Groupe 49 avec Kazimierz Serocki et Jan Krenz. Il se fait rapidement connaître comme compositeur en obtenant dès 1951 un prix décerné par l'État. En 1956, toujours avec Kazimierz Serocki, il fonde le festival de musique contemporaine l'Automne de Varsovie (Warszawska Jesień). Avec l'emploi de la technique dodécaphonique, il affirme sa filiation avec l'œuvre d'Alban Berg et des affinités esthétiques avec les compositions du dernier Chostakovitch.

## Compositions

### Musique pour instruments solos
- Sonatine n° 1 (1949)
- Sonatine n° 2 (1952)
- Petite suite pour enfants (1952)

### Musique de chambre
- Quatuor à cordes (1971)
- Morceau pour quatuor à cordes (1971)

### Musique orchestrale
- Sinfonietta (1949)
- Symphonie n° 1 (1950) - Prix national de Pologne en 1951
- Colas Breugnon, suite dans l'ancien style pour orchestre à cordes et flûte (1951)
- Symphonie n° 2 (1952)
- Concerto pour orchestre (1953)
- Quatre essais (1958) - Prix UNESCO en 1959
- Symphonie n° 3 (1969) - Prix national de Pologne en 1970

### Concertos
- Concerto pour piano (1949)
- Quatre dialogues pour hautbois et orchestre de chambre (1964) - Prix UNESCO en 1966
- Concerto pour hautbois (1973)
- Concerto pour alto "lugubre" (1975)
- Pièces pour violoncelle, harpe et orchestre (1977)

### Musique vocale
- Quatre sonnets pour baryton et orchestre (1956), d'après Shakespeare
- Cinq chants pour mezzo-soprano et six instruments (1970), d'après H. Poświatowska - Prix national de Pologne en 1970
- Demain (1966), drame musical d'après J. S. Sito

EROTICA(1960)pour soprano et petit orchestre est dédiée à la cantatrice Stefania Woytowicz qui créa l'œuvre en 1961. EROTICA est particulièrement caractéristique du langage que Baird utilisa d'après les canons viennois du dodécaphonisme.La partition est écrite à partir de six poèmes d'amour de Malgorzata Hillar. L'instrumentation pour petit ensemble orchestral offre un contrepoint des plus subtils et raffinés à leurs images simples mais profondes.

## Récompenses et distinctions
- Décoré dans l'ordre de la Bannière du Travail
- Croix d'or dans l'ordre du Mérite polonais